# Jemerrio Jones
Jemerrio Jones, né le 9 avril 1995 à Nashville dans le Tennessee, est un joueur américain de basket-ball. Il évolue au poste d'ailier.

## Biographie
Le 31 mars 2019, il signe jusqu'à la fin de la saison avec les Lakers de Los Angeles.
Le 27 juin 2019, il est envoyé aux Wizards de Washington.
Le 20 décembre 2021, il est de retour aux Lakers de Los Angeles, pour 10 jours.